# Adolf Karl Wilhelm Wuttke

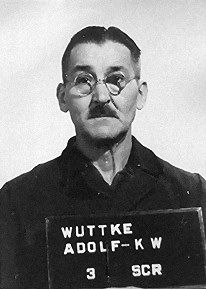
Adolf K. W. Wuttke (1947)

Adolf Karl Wilhelm Wuttke (* 25. Januar 1890; † 30. April 1974) war ein deutscher KZ-Kommandoführer im Rang eines SS-Hauptscharführers.
Wuttke war in der NS-Zeit Kommandoführer des Konzentrationslagers Julius in Schönebeck (Elbe), einem Außenlager des KZ Buchenwald. Nach Ende des Zweiten Weltkriegs wurde sein Fall in den Buchenwald-Nebenprozessen verhandelt (US245, Case No. 000-Buchenwald-40, US vs Adolf Wuttke). Wuttke wurde am 20. November 1947 aufgrund des dritten Anklagepunkts, Misshandlung von Häftlingen, zu viereinhalb Jahren Gefängnis verurteilt. Die Verfahrensunterlagen befinden sich in den National Archives and Records Administration, Washington (Record Group 153, Box 263). Eine Überprüfung des Urteils wurde am 18. Januar 1948 abgeschlossen mit der Empfehlung, das Urteil gutzuheißen.